# Póki co
Póki co – drugi album studyjny polskiej piosenkarki AniKi Dąbrowskiej. Wydawnictwo ukazało się 3 grudnia 2021 nakładem wytwórni muzycznej Universal Music Polska.
Album jest utrzymany w stylu muzyki pop. Składa się z wersji standardowej (1 CD) i limitowanej (1 CD, autograf).
Nagrania były promowane singlami: „Przyjaciółka”, „Głosy” i „Nieważne”.

## Lista utworów
Opracowano na podstawie materiału źródłowego.
| Póki co – Wersja standardowa | Póki co – Wersja standardowa | Póki co – Wersja standardowa                   | Póki co – Wersja standardowa                   | Póki co – Wersja standardowa |
| Nr                           | Tytuł utworu                 | Słowa                                          | Muzyka                                         | Długość                      |
| ---------------------------- | ---------------------------- | ---------------------------------------------- | ---------------------------------------------- | ---------------------------- |
| 1.                           | „Rozbite lustra”             | Anna Dąbrowska, Karol Serek, Paweł Wawrzeńczyk | Anna Dąbrowska, Karol Serek, Paweł Wawrzeńczyk | 3:51                         |
| 2.                           | „Tracę głowę”                | Anna Dąbrowska, Karol Serek, Paweł Wawrzeńczyk | Anna Dąbrowska, Karol Serek, Paweł Wawrzeńczyk | 3:08                         |
| 3.                           | „Przyjaciółka”               | Anna Dąbrowska, Karol Serek, Paweł Wawrzeńczyk | Anna Dąbrowska, Karol Serek, Paweł Wawrzeńczyk | 3:19                         |
| 4.                           | „Co złego to nie my”         | Anna Dąbrowska, Karol Serek, Paweł Wawrzeńczyk | Anna Dąbrowska, Karol Serek, Paweł Wawrzeńczyk | 2:49                         |
| 5.                           | „Głosy”                      | Anna Dąbrowska, Karol Serek, Paweł Wawrzeńczyk | Anna Dąbrowska, Karol Serek, Paweł Wawrzeńczyk | 3:51                         |
| 6.                           | „Trudno mi uwierzyć”         | Anna Dąbrowska, Karol Serek, Paweł Wawrzeńczyk | Anna Dąbrowska, Karol Serek, Paweł Wawrzeńczyk | 3:07                         |
| 7.                           | „Pod tym samym niebem”       | Anna Dąbrowska, Karol Serek, Paweł Wawrzeńczyk | Anna Dąbrowska, Karol Serek, Paweł Wawrzeńczyk | 3:07                         |
| 8.                           | „Ona albo ja”                | Anna Dąbrowska, Karol Serek, Paweł Wawrzeńczyk | Anna Dąbrowska, Karol Serek, Paweł Wawrzeńczyk | 3:08                         |
| 9.                           | „Podstępny błysk”            | Anna Dąbrowska, Karol Serek, Paweł Wawrzeńczyk | Anna Dąbrowska, Karol Serek, Paweł Wawrzeńczyk | 3:17                         |
| 10.                          | „Jeden powód”                | Anna Dąbrowska, Karol Serek, Paweł Wawrzeńczyk | Anna Dąbrowska, Karol Serek, Paweł Wawrzeńczyk | 3:20                         |
| 11.                          | „Nieważne”                   | Anna Dąbrowska, Karol Serek, Paweł Wawrzeńczyk | Anna Dąbrowska, Karol Serek, Paweł Wawrzeńczyk | 2:50                         |
|                              |                              |                                                |                                                | 35:47                        |